# J.C. Barreto
Juan-Carlos Barreto Rubio, känd som J.C. Barreto,  född 14 december 1951 i Madrid, Spanien, är en spansk-svensk musiker (klaviatur) och sångare.
Barreto kom i unga år till Sverige där han under tonåren var bosatt i Sollentuna kommun. Efter en tid som ackompanjatör satsade han på en solokarriär och gav ut singeln Lookin' for the madman (1979), självbetitlade albumet J.C. Barreto (1980), singeln Utanför vrålar vinternatten (1981), albumet Dr Love (1981) och Outer space knight (1982).
Barreto uppträdde med sin grupp i Stockholm på Gröna Lunds stora scen 1980. Tillsammans med sångarna Peter Lundblad och Karin Glenmark tävlade han för Sverige i sångfestivalen Knokke Cup i Belgien 1982, där de kom på en fjärde plats. Han förekom flitigt i TV på 1980-talet, bland annat i Lena-Maria Gårdenäs shower och hos Janne Carlsons show. Senare släppte han albumet Here We Go Again (2015).
Han avlade tandläkarexamen vid Karolinska institutet 1991 och var senare verksam  som tandläkare i Storbritannien. Han uppgavs 2017 sannolikt vara bosatt på Tenerife.

## Diskografi

### Album
- 1980 – J.C. Barreto (Polar POLS 306)
- 1981 – Dr Love (Polar POLS 3338)
- 2015 – Here We Go Again (J C Barreto Enterprises Ltd)

### Singlar
- 1979 – Lookin' for the madman (Polar POS 1250)
- 1981 – Utanför vrålar vinternatten (Polar POS 1289)
- 1982 – Outer space knight (Polar POS 1305)